# Kathedraal van Isfahan
De Vank (Armeens: Սուրբ Ամենափրկիչ Վանք, Surp Amenaprgich Vank; Perzisch: کلیسای وانک or آمنا پرکیج, Kelisa-ye Vank of Amenapergich) of ook wel de Vank-kathedraal is een Armeens-Apostolische kerk in Isfahan, Iran. Vank betekent kathedraal in het Armeens. De kathedraal heet officieel Heilige Verlosser Kathedraal. De kerk is gebouwd in het begin van de 17e eeuw.

## Achtergrond
De oude hoofdstad was Tabriz, in het noordwesten van het rijk. Sjah Abbas I de Grote was bang dat dat deel van zijn rijk aan het Ottomaanse Rijk zou vervallen, wat inderdaad later ook gebeurde. Hij verplaatste zijn hoofdstad naar Isfahan. In 1604 bracht hij ook 3000 Armeense gezinnen afkomstig uit de stad Culfa naar Isfahan. Culfa ligt nu in de Azerbeidzjaanse exclave Nachitsjevan.
Abbas I deed dit ook om de handel in zijn nieuwe hoofdstad te bevorderen, vooral om de zijdehandel te kunnen blijven controleren. Hij bouwde een nieuwe wijk, Nieuw Culfa, en stelde hen in staat eigen kerken te bouwen. In 1606 bouwden zij hun eerste kathedraal, die later tussen 1655 en 1664 vervangen werd door het huidige gebouw.
Tot op heden wordt de kerk nog steeds gebruikt voor religieuze diensten. In het altaar bevinden zich de relikwieën van de heilige Jozef van Arimathea.
Naast deze kathedraal zijn er nog 12 Armeense kerken in Isfahan. Enkele van deze kerken zijn de Bethlehemkerk, de Kerk van Maria in Isfahan en de Kerk van Sint-Joris in Isfahan.
Naast de kathedraal is ook een museum. Hier bevinden zich verschillende voorwerpen uit de geschiedenis van Armeniërs in Isfahan. Zo is ook de eerste gedrukte Armeense bijbel te zien, die gedrukt is in 1665 in Amsterdam.